# シャーヒーン1
シャーヒーン1(Shaheen)は、パキスタンの原子力エネルギー委員会が開発を進める弾道ミサイルである。名称は、ペルシア語・ウルドゥー語で「ハヤブサ」を意味する語شاهين（shāhīn, シャーヒーン）に由来する。
シャーヒーン1は射程750 kmの短距離弾道ミサイルである。
シャヒーン2は射程2500 kmの中距離弾道ミサイルであり、核弾頭が搭載可能である。シャヒーン2はパキスタンの仮想敵国であるインドの全域を射程に収めることができる。
1999年4月15日に、最初の発射実験が行われた。
中国が技術開発に関与している。